# Klimmuur Dokter Meurerlaan
De Klimmuur Dr. Meurerlaan is een bouwkundig en artistiek kunstwerk. Het is een voorbeeld van toegepaste kunst.

Het is een in de open lucht staande klimmuur uit 1988-1991 ontworpen door kunstenaar Boudewijn Payens, die zelf bergbeklimmer is. De klimmuur bestaat uit twee betonnen driehoeken, die schuin tegen elkaar rusten. Voor de klimmers zit het gevaarte vol met allerlei inhammen en uitstulpingen; er is reliëf op aangebracht. De klimmuur staat in een veld tegenover Sportpark Ookmeer en is in gebruik bij de NKBV afdeling Amsterdam. De klimwand stond eerst nabij de Jaap Edenbaan maar werd in 2008 uit elkaar gehaald en verhuisd naar het nieuwe veld. Payens kon hem zelf op 31 augustus 2008 openen dan wel onthullen. Deze klimmuur ontbeert de gangbare kleurige greepjes etc. uit de moderne klimmuren. Payens over de muur: 
Eigenschappen en mogelijkheden van het werk liggen in elkaars verlengde.
Voor de gebruikers van het uit twintig delen bestaande en 60 ton wegende object kunnen gebruik maken van diverse klimroutes. Payens ontwierp voor meer steden een klimwand, zo stond er een in Dordrecht (in 2016 gesloopt), maar ook in La Roche-en-Ardenne.
Het klimmuur in Amsterdam-Geuzenveld staat tegenover de Poort van Constant van Constant Nieuwenhuijs bij de ingang van het sportpark. De klimmuur wordt het op terrein vergezeld door twee metalen klimobjecten.